# 清水藤太郎
清水 藤太郎（しみず とうたろう、（1886年（明治19年）3月30日 - 1976年（昭和51年）3月1日））は、日本の薬学者・薬剤師。薬学博士。帝国女子医学薬学専門学校教授を経て、東邦大学薬学部教授（のち名誉教授）。神奈川県薬剤師会会長、中央薬事審議会委員、正倉院薬物調査員などを歴任。日本薬史学会を朝比奈泰彦らとともに設立。国際薬史学会アカデミー会員。日本薬学会名誉会員。
日本および各国の薬局方に精通し、薬学ラテン語、和漢薬、薬剤学、薬史学など多岐にわたる専門書を著した他、漢方医湯本求真に師事し、薬剤師の立場から漢方復興にも尽力した。
作家の北林透馬は義理の弟にあたる。

## 生い立ち
清水藤太郎は、1886年（明治19年）宮城県仙台市で長尾喜平太の長男として生まれる。1902年（明治35年）家庭の事情から尋常中学校を中退し、仙台医学専門学校（現東北大学医学部・薬学部の前身）薬学科教授の佐野義職の助手として勤務しながら独学で勉強し、19歳で薬剤師国家試験（旧法である薬律下の薬剤師試験）に合格したが、未成年の薬剤師登録が認められなかったため、見習調剤師として県立宮城病院（現東北大学医学部付属病院）に勤務した後、20歳のとき、佐野義職の推薦で神奈川県衛生技手に就任して薬事衛生行政に従事する。

## 業績

### 開局薬剤師・経営者として
1912年（大正元年）、神奈川県庁衛生課に勤務していた藤太郎は、横浜市馬車道で「上気平安湯本舗：紀伊国屋薬舗」を経営していた二代目清水榮助（籍名：新太郎）に請われて娘婿として養子に入る。その後、藤太郎が近代的な薬局へと店舗の改装を図ると、家伝薬の「上気平安湯」の評判が上がり、店舗名も「平安堂薬局」に改称した。また、写真館ではない店舗に暗室を設け、現像、焼付、引伸ばしなど今日のDPEの元祖となる営業を日本で初めて行ったのは藤太郎だと言われている。
1929年（昭和4年）には神奈川県薬剤師会会長に就任し、1947年（昭和22年）までの18年間、県民の保健推進、医薬分業の啓蒙活動などに尽力した。

### 学者・教育者として
薬局の経営に従事する前の1928年（明治44年）、牧野富太郎を講師とする横浜植物会に入会し、植物分類学の研究を始める。同年、東京にも植物同好会（東京植物同好会、後の牧野植物同好会）ができるとこれにも入会し、この会を通じて朝比奈泰彦との知遇を得る。
1929年（昭和4年）薬局経営の傍ら、当時蒲田にあった帝国女子医学薬学専門学校の教授となり、薬剤学、薬局経営及商品学、薬学ラテン語などを講義し、その期間は戦後習志野に移転し東邦大学薬学部に至る40年以上に亘った。
学問的には、特に世界各国の薬局方に精通し、第5改正の『日本薬局方』が発布された後に日本薬局方調査委員に就任、公定書小審議会委員、中央薬事審議会委員を歴任し、第8改正までの局方改正に従事した。
戦後、1949年（昭和24年）に薬剤師国家試験制度が導入されると、広く薬学教育を行う必要性を感じて月刊誌『薬局』を創刊して自ら主幹となり普及啓蒙に尽した。

また、薬史学に関する業績も多く残している。

教授であった期間を中心に、上記分野に関する多くの専門書を著している。

### 漢方復興運動
1930年（昭和5年）古方派の湯本求真に師事して漢方医学の臨床を学び始め、1934年（昭和9年）には同門の大塚敬節、後世派の矢数道明らとともに、「日本漢方医学会」を結成し月刊誌『漢方と漢薬』を創刊した（他の幹事は、古方：湯本求真、奥田謙蔵、折衷派：木村長久、安西安周、中野康章、森田幸門、薬学：栗原廣三、木村雄四郎、鍼灸：柳谷素霊、医史学：石原保秀。編集兼発行人は春陽堂の気賀林一）。

#### 拓大講座
1935年（昭和10年）には、矢数道明らとともに漢方医学講習会を開催するための団体「偕行学苑」（現東亜医学協会の前身）を結成し、拓殖大学の講堂を会場として翌年（1936年）第1回講習会を開催、藤太郎は第1回より「漢方薬物学」の講義を担当した（他の講師陣は、大塚敬節、矢数道明、矢数有道、木村長久、柳谷素霊、石原保秀）。第1回の聴講者からは後の漢方界を担う龍野一雄や相見三郎が輩出されている。当時、頭山満に傾倒していた拓大学長の永田秀次郎に頭山満の額を贈ったこともあってただならぬ団体と思われたのか、翌々年（1937年）からは「拓殖大学漢方医学講座」として正式な講座に昇格し、太平洋戦争前から戦中の1944年（昭和19年）までに8回、戦後1949年（昭和24年）に9回目が開催され、多くの参加者を集めた。藤太郎の講義内容は、1941年（昭和16年）に『国医薬物学研究』として出版されている。その後、この講習会は津村順天堂二代目社長津村重舎の助力を得て1959年（昭和34年）に設立した「漢方友の会」（現日本漢方医学研究所の前身）の漢方医学講座に引き継がれていった。

#### 『漢方診療の実際』
藤太郎は、後世派一貫堂の矢数道明、古方派の大塚敬節、折衷派浅田流の木村長久と、3年の歳月をかけ毎月各自の分担原稿を持ち寄って互いに推敲を重ね、1941年10月に『漢方診療の実際』（南山堂）を刊行する。藤太郎の分担は、漢方薬物解各論、漢方術語解などであった。本書は、漢方の専門用語はなるべく用いず、各論は当時南山堂から出版されていた『内科診療ノ実際』に準じて病名を中心に書くよう南山堂から要望されていた。このため、現代医学を修めた医師であれば漢方用語が分からなくても理解できたので広く読まれ、版を重ねた後、1954年（昭和29年）に大幅改訂され、更に1969年には西洋医学的な新知見も加えて『漢方診療医典』として発行された。『漢方診療の実際』の初版は、今日の日本で「はじめて現代医学の病名による漢方治療の大綱を整理したもの」として評価がされており、また、中国でも受け入れられ翻訳本は10万数部が発行されている他、韓国語、フランス語、ドイツ語にも翻訳され、これらの国で東洋医学が再認識されるきっかけともなった。

### 薬史学者として
藤太郎は1942年（昭和17年）に帝国学士院日本科学史編纂嘱託となり、紀元2600年記念事業として編纂された『明治前日本薬物学史』（1955年、朝比奈泰彦監修、日本学士院）の第1巻に「薬物需給史」の執筆を担当。1948年から1951年（昭和23-26年）には正倉院薬物調査に加わり、『正倉院薬物』（1955年、朝比奈泰彦監修、植物文献刊行会）に「正倉院薬物の史的および商品学的考察」を執筆。
藤太郎の学位論文となった1949年（昭和24年）発行の『日本薬学史』（南山堂）は不朽の名作と評価されており、朝比奈泰彦は本書の序文で以下のように称賛している。
学位論文（薬学博士）としては「日本薬学史」が東京大学に　1951年3月受理されている。
1954年（昭和29年）には、朝比奈泰彦、木村雄四郎らとともに日本薬史学会を設立し、運営に携わりながら多くの発表を行った。1971年（昭和46年）にプラハで開催された国際薬史学会に日本代表として参加し、オランダにある国際薬史学アカデミーから「薬学の歴史に最も精通している人」として「万国薬史学アカデミー章」を授与された。
また、日本薬局方草案の起草など日本の薬事行政に貢献したアントン・ヨハネス・ゲールツを長年顕彰し、現在、墓碑は藤太郎が元会長であった神奈川県薬剤師会が管理している。
晩年は、日本で初めて常設の薬の資料館となる内藤記念くすり博物館の企画、運営に協力し、また、「平安堂文庫」として藤太郎が生涯収集した本草書や古医書などの蔵書のほとんど（和書3,230部、洋書647部、雑誌類数千部）を同博物館に寄贈した。
1975年（昭和50年）6月30日に朝比奈泰彦が没し、藤太郎は空席となった日本薬史学会の2代目会長に就任する予定となっていたが、翌1976年（昭和51年）3月1日心不全のため横浜赤十字病院にて逝去。享年89。

### 調剤の意義
藤太郎は 『清水調剤学』 において処方箋受付から調剤について心得から実際を詳しく述べている
。調剤の意義については次のように述べている。

## 著作

### 単著
- 『薬局方概論』日本薬報社、1932年
- 『漢方薬物学』春陽堂<実験漢方医学叢書>、1934年
- 『本草辞典』春陽堂、1935年
- 『薬局経営及商品学』南山堂、1935年
- 『調剤学概論』科学書院、1938年
- 『国民保健と皇漢薬』新義真言宗、1939年
- 『漢方掌典』薬業往来社、1941年
- 『国医薬物学研究』廣川書店、1941年
- 『清水調剤学』科学書院、1942年
- 『日本薬学史』南山堂、1949年
- 『薬剤学』南山堂、1952年
- 『薬局経営学』南山堂、1952年
- 『日本薬学古書文献目録：日本薬学会七十五年記念』日本薬学会、1954年
- 『公定医薬品便覧：第六改正日本薬局方第二改正国民医薬品集』南山堂、1956年
- 『現代医薬品事典：日本薬局方・国民医薬品集』南山堂、1956年
- 『日本薬局方ハンドブック：第7改正日本薬局方第1部、第2部』南山堂、1962年
- 『薬局の漢方』南山堂、1963年
- 『湯本求真先生著皇漢医学索引』大安、1963年
- 『和漢薬索引』内藤記念くすり資料館、1975年

### 共著編
- 朝比奈泰彦、清水藤太郎『医療処方語：羅和和羅辞典』南江堂書店、1926年
- 朝比奈泰彦、清水藤太郎『植物薬物学名典範』春陽堂、1931年
- 朝比奈泰彦、清水藤太郎『処方解説医薬ラテン語』南江堂書店、1932年
- 牧野富太郎、清水藤太郎『植物学名辞典』春陽堂、1935年
- 杉井善雄、清水藤太郎『薬学ラテン語』南山堂、1935年
- 大塚敬節、矢数道明、木村長久、清水藤太郎『漢方診療の実際』南山堂、1941年
- 清水藤太郎、不破竜登代共編『日本薬局方注解：第6改正』南山堂、1951年
- 日本学士院日本科学史刊行会編『明治前日本薬物学史：第1巻』日本学術振興会、1957年
- 清水藤太郎、清水不二夫『新しい薬局経営』南山堂、1962年
- 清水藤太郎、清水正夫『日本薬局方便覧、第7改正第1-2部』南山堂、1966年
- 大塚敬節、矢数道明、清水藤太郎『漢方診療医典』南山堂、1969年

### 訳書
- ジョージ・ウルダング著、清水藤太郎訳『薬学・薬局の社会活動史』南山堂、1973年